# Сушков, Николай Михайлович
Николай Михайлович Сушков (1747—1814) — российский государственный деятель, сенатор. Действительный тайный советник (1807).

## Биография
Из дворян Ярославской губернии. Отец — Михаил Васильевич Сушков (1704—1790), тайный советник, главный судья Сибирского приказа, вице-президент Ревизион-коллегии. Мать — Дарья Фёдоровна Пятова. Брат — Василий (1746—1819),  действительный статский советник, симбирский губернатор. Сестра — Мария (1743—1821), замужем за генерал-поручиком и московским обер-комендантом  Н. Н. Коковинским.
В службе и классном чине с 1761 года. В 1789 году произведён в действительные статские советники, в 1796 году  в  тайные советники с назначением сенатором. С 1808 года сенатор присутствующий во Втором департаменте Правительствующего Сената.  В 1807 году произведён в действительные тайные советники.
Был награждён всеми российскими орденами вплоть до ордена Святого Александра Невского пожалованные ему 1 января 1811 года.

## Семья
Жена (с 15 мая 1784 года) — Евдокия Ивановна Резанова (1762—19.01.1803), дочь И. Г. Резанова, умерла от чахотки, похоронена в Александро-Невской лавре. Дети:
- Михаил (15.02.1785[6]—1833) — камергер, статский советник, оренбургский вице-губернатор
- Николай (1792—1861) — был женат на Любови Ивановне Вейдемейер, дочери   тайного советника и управляющего Коллегией иностранных дел И. А. Вейдемейера
- Софья (08.08.1799—1848) — замужем за тайным советником и пензенским губернатором А. А. Панчулидзевым